# Mercedes Coghen
Mercedes Coghen, född den 2 augusti 1962 i Madrid, Spanien, är en spansk landhockeyspelare.
Hon tog OS-guld i damernas landhockeyturnering i samband med de olympiska landhockeytävlingarna 1992 i Barcelona.